# Issoria obscurescens
Issoria obscurescens är en fjärilsart som beskrevs av Embrik Strand 1904. Issoria obscurescens ingår i släktet Issoria och familjen praktfjärilar. Inga underarter finns listade i Catalogue of Life.